# The Soft Parade
The Soft Parade é o quarto álbum de estúdio da banda norte-americana de rock The Doors, lançado em 19 de julho de 1969 pela Elektra Records.
O álbum foi gravado no seguimento de uma esgotante digressão que deixou o grupo com pouco tempo para compor novas canções. O produtor Paul A. Rothchild aconselhou a banda a afastar-se musicalmente dos três primeiros álbuns, recomendando a introdução de metais e cordas com os arranjos de Paul Harris. Jim Morrison, que passava por problemas pessoais, e se concentrava mais na poesia, estava menos envolvido na composição das faixas, ficando o guitarrista Robby Krieger responsável pelo lado criativo.
O álbum chegou ao 6º lugar da Billboard 200, porém fracassou junto das audiências do Reino Unido e de outros países europeus ao contrário de Waiting for the Sun. Antes de seu lançamento, três canções haviam sido editadas em singles: "Touch Me", "Wishful Sinful" e "Tell All the People". Também foi lançado outro single, "Runnin' Blue".
Aquando de sua comercialização, The Soft Parade foi negativamente recebido tanto pelos críticos como pelos fãs undergrounds do grupo que achavam que os Doors estavam a seguir um rumo mais comercial. Ao longo do tempo, os comentaristas musicais têm avaliado-o de forma mais positiva. Entretanto, é geralmente considerado como o trabalho menos coerente da banda com Morrison.

## Antecedentes
Em meados de 1968, os Doors já tinham marcado a sua posição como um dos grupos mais populares nos Estados Unidos. O terceiro álbum de estúdio da banda, Waiting for the Sun, lançado em Julho do mesmo ano, tornou-se um único álbum a alcançar o primeiro lugar na Billboard 200; o single com Hello, I Love You, chegaria a número um, tornando-se no segundo single da banda a alcançar tal feito. Este álbum foi o primeiro sucesso comercial do grupo no Reino Unido, chegando a 16º na UK Albums Chart. Depois do lançamento de Waiting for the Sun, os Doors passaram a exigir grandes quantias monetárias para actuarem  em espaços como o L.A. Forum, o Hollywood Bowl e Madison Square Garden. Adicionalmente, as principais 40 estações de rádio de Los Angeles, em particular a KHJ Radio, que se tinha recusado anteriormente a passar as músicas do grupo, começou a patrocinar as actuações ao vivo dos Doors. A 2 de Setembro de 1968, o grupo tocou na Europa com os Jefferson Airplane, ante de terminarem a sua longa digressão com nove concertos nos Estados Unidos. Ao mesmo tempo que as digressões de 1968 tenham servido para reforçar o sucesso de Waiting for the Sun, também deixou pouco tempo ao grupo compor novas músicas para The Soft Parade, tendo já esgotado todas as canções de Morrison.
Jim Morrison, um auto-proclamado "evangelista do ácido do rock", andava fascinado com os meios de comunicação e frequentemente criava frases e termos para chamar a atenção para os Doors. A ascensão do grupo e as notícias que caracterizavam Morrison como um sex symbol, tiveram um efeito contrário modificando significativamente a sua visão sobre a cultura pop. Ao longo de 1968, o comportamento de Morrison foi tornando-se mais irregular: começou a beber muito e a distanciar-se do trabalho em estúdio, focando-se nas suas paixões, poesia e realização cinematográfica. Ao mesmo tempo, Morrison lidava com uma forte ansiedade e achava estar próximo de um colapso mental. Chegou a pensar deixar a banda, mas foi convencido por Ray Manzarek a acabar a gravação de The Soft Parade antes de tomar essa decisão.
Em Novembro de 1968, o grupo entrou no recém-criado estúdio Elektra Sound West no La Cienega Boulevard para começar a preparar The Soft Parade, um processo que só terminaria em Junho de 1969. Sem qualquer material para trabalhar, o produtor musical Paul A. Rothchild assumiu o controlo das sessões de gravação e insistiu em vários takes das musicas, para indignação do membros da banda. Pior ainda, como recordou o engenheiro de som  Bruce Botnick, "Era quase como arrancar um dente para fazer com que Jim trabalhasse"; "Era estranho ... o mais difícil com quem trabalhei como produtor". Rothchild, que por esta altura era viciado em cocaína e muito firme na sua liderança, causava muitas discussões no estúdio, em particular com o seu conselheiro Jac Holzman, que achava que a busca pela perfeição "os estava [aos Doors] a deixar por terra". Este álbum foi o que teve custos de produção mais elevados, chegando aos 80 000USD, contrastando com os 10 000USD do álbum de estreia, The Doors.

## Músicas
Os Doors queriam explorar o ambiente experimental da música popular, numa altura que surgiam sucessos como The White Album e Electric Ladyland, ao mesmo tempo que procuravam o que podia ser feito na cena rock. À procura de um som novo e criativo, Rothchild contratou Paul Harris para incluir arranjos para cordas e metais interpretados pela Orquestra Filarmónica de Los Angeles e por músicos de trompas jazz. O músico de estúdio Doug Lubahn e o baixista Harvey Brooks, também participaram como baixistas adicionais. A música The Soft Parade inclui os estilos de art rock, blues rock, jazz fusion, e rock psicadélico. O baterista John Densmore e Manzarek, ambos com antecedentes em jazz, mostraram-se receptivos ao conceito de jazz' de Rothchild: "Nós [Densmore e Manzarek] sempre quisemos utilizar músicos de jazz -- vamos pôr alguns instrumentos de sopro e cordas, meu, vamos ver como é que é gravar com uma secção de cordas e outra de instrumentos de sopro", recordou Manzarek.
Apesar de Morrison se encontrar mais afastado das sessões em estúdio com a banda por esta altura, exigiu que cada membro recebesse os créditos das letras após ter recusado, inicialmente, cantar a passagem Can't you see me growing, get your guns da canção de Robby Krieger Tell All the People. A consequência da recusa foi queThe Soft Parade foi o primeiro álbum dos Doors a listar os membros da banda individualmente, em vez de em conjunto como "Músicas dos Doors". Krieger continuou a aperfeiçoar a sua capacidade de escrita para preencher o vazio deixado pela ausência de Morrison. Krieger escreveu metade das músicas do álbum, enquanto Morrison foi o autor da outra metade (em Do It partilham a autoria), o que originou um álbum que peca pela unidade musical encontrada nos anteriores trabalhos dos Doors.
As músicas de Krieger, escritas praticamente sem a participação do resto do grupo, incorporam influências de jazz, um estilo que fazia parte da tendência contemporânea da música rock mais popular. Apenas as suas composições, Tell All the People, Touch Me, Runnin' Blue e Wishful Sinful, foram escritas para incluir metais e instrumentos de sopro; Morrison, apesar de não ter totalmente contra a ideia, recusou-se a seguir o caminho escolhido por Densmore e Manzarek. Touch Me (escrita com os títulos Hit Me e I'm Gonna Love You) foi escolhida para ser o primeiro single de The Soft Parade, tornando.se um dos maiores êxitos comerciais dos Doors. Influenciada pelos trabalhos de John Coltrane, a banda incluiu o saxofone tocado por Curtis Amy.
Shaman's Blues de Morrison e a música que deu título ao álbum, são exemplos da sua inclinação para transmitir as suas ideias sobre o simbolismo e sobre si próprio. Esta última música, um regresso ao estilo das composições de longa duração para finalizar um álbum, foi composta com a ajuda de Rothchild, o qual organizou alguns textos poéticos de Morrison com ele de forma rítmica e conceptual. Com um sermão impetuoso de Morrison a servir de introdução, The Soft Parade mostra as suas origens sulistas através da voz de um pregador. O ambiente da música é destacado pelas fortes imagens que transmitem uma necessidade de santuário, de fuga e prazer. Com influências de acid rock e sunshine pop, o crítico da banda Doug Sundling refere que The Soft Parade é a composição com mais partes diferentes de Morrison.

## Comercialização e recepção do álbum
The Soft Parade foi comercializado a 18 de Julho de 1969. Chegou ao sexto lugar da Billboard 200, durante as 28 semanas que se manteve na tabela, não alcançando o mesmo sucesso no Reino Unido onde não entrou para as tabelas. A fotografia da capa foi tirada por Joel Brodsky, o mesmo responsável pela capa do álbum de estreia da banda e de Strange Days. Estranhamente, já tinham sido lançados três singles antes da comercialização do álbum, muitos mais que o habitual para um álbum dos Doors. O single Touch Me, foi lançado em Dezembro de 1968, e tornou-se um dos maiores êxitos do grupo, chegando a n.º 3 da Billboard Hot 100. Outros dois singles, Wishful Sinful e Tell All the People, também foram distribuídos mas com menos impacto, alcançando as 44ª e 57ªe posições, respectivamente. No seguimento do lançamento de The Soft Parade, os Doors tiveram outro pequeno êxito com o single Runnin' Blue a chegar a número 64 aquando do seu lançamento em Agosto de 1969.
Embora o álbum tenha sido um sucesso ao marcar uma posição no mercado mais comercial, foi mal recebido junto dos fâs originais do grupo e da cena underground, em particular pela utilização de instrumentos de corda e sopro. A imprensa underground foi também bastante crítica, com David Walkey  a escrever no East Village Other, de Nova Iorque, que o álbum era "era uma confusão de arranjos feitos por Paul Rothchild e podia mudar de nome para The Rothchild Strings Play the Doors [Os instrumentos de corda de Rothchild tocam Doors]". Outra crítica feitas por Miller Francis Jr. do The Great Speckled Bird mostrou o seu desdém pela tentativa dos Doors de enveredarem pelo art rock, achando que The Soft Parade "era pretensioso, tal como algo escrito em vez de algo cantado". Rob Cline do Northwest Passage questionou o facto de uma banda como os Doors necessitar de gravar com violinos e trombones quando o ponto forte do grupo era "a sua forma directa e crua tal como os seus primeiros álbuns".
O escritor Richard Reigal analisou o impacto imediato de The Soft Parade na reputação dos Doors na revista Creem em 1981: "Se Waiting for the Sun fez alguns velhos hippies olhar para os Doors 'como Avatars na vanguarda', então The Soft Parade colocou um ponto final no interesse pelo grupo". Numa análise para o AllMusic, Richie Unterberger foi um pouco mais positivo, escrevendo que "cerca de metade do álbum é bom, em particular o êxito Touch Me (o arranjo orquestral mais bem sucedido [dos Doors])". Contudo, Unterberger acha que este é o "álbum de estúdio mais fraco gravado com Jim Morrison", tal como o "conjunto de composições mais fracas, ...como Do It e Runnin' Blue". Comparado a álbuns anteriores, a contribuição de Morrison em The Soft Parade não teve qualquer brilho, pondo em causa a sua credibilidade como poeta e compositor, refere o escritor James Riordan. O autor Danny Sugerman escreve, em No One Here Gets Out Alive, que "de um modo geral, o impacto poético das letras foi inferior ao dos álbuns anteriores...".

### Reedições do CD
The Soft Parade foi remasterizado por Botnick em 1999. Foi re-editado na box set  Perception em 2006 com um filme dos Doors a tocar o título de abertura ao vivo. Para celebrar o 40.º aniversário do álbum, foi lançado uma versão remasterizada e remisturada de The Soft Parade a 27 de Março de 2007. O álbum inclui seis faixas extras, incluindo algumas raridades como Whisky, Mystics, and Men e Push Push.
| Críticas profissionais        | Críticas profissionais |
| Avaliações da crítica         | Avaliações da crítica  |
| Fonte                         | Avaliação              |
| ----------------------------- | ---------------------- |
| AllMusic                      | [ 31 ]                 |
| Robert Christgau              | B–                     |
| MusicHound                    | 3.5/5                  |
| Rolling Stone                 | (unfavorable)          |
| The Rolling Stone Album Guide | [ 35 ]                 |
| Slant Magazine                | [ 36 ]                 |

## Faixas
| Lado 1 |                       |         |  |
| N.º    | Título                | Duração |  |
| 1.     | "Tell All the People" | 3:21    |  |
| 2.     | "Touch Me"            | 3:12    |  |
| 3.     | "Shaman's Blues"      | 4:49    |  |
| 4.     | "Do It"               | 3:08    |  |
| 5.     | "Easy Ride"           | 2:43    |  |

| Lado 2 |                   |         |  |
| N.º    | Título            | Duração |  |
| 6.     | "Wild Child"      | 2:36    |  |
| 7.     | "Runnin' Blue"    | 2:27    |  |
| 8.     | "Wishful Sinful"  | 2:58    |  |
| 9.     | "The Soft Parade" | 8:36    |  |

| Faixas adicionais do CD comemorativo do 40.º Aniversário |                                               |         |  |
| N.º                                                      | Título                                        | Duração |  |
| 10.                                                      | "Who Scared You"                              | 3:58    |  |
| 11.                                                      | "Whiskey, Mystics and Men (Version 1)"        | 2:28    |  |
| 12.                                                      | "Whiskey, Mystics and Men (Version 2)"        | 3:04    |  |
| 13.                                                      | "Push Push" (previously unreleased Doors jam) | 6:05    |  |
| 14.                                                      | "Touch Me (Dialogue)"                         | 0:28    |  |
| 15.                                                      | "Touch Me (Take 3)"                           | 3:40    |  |

## Músicos e pessoal técnico
A informação constante desta secção é retirada das notas incluídas no álbum: 
The Doors
- Jim Morrison – vocalista, maracas, pandeireta
- Ray Manzarek – piano, órgão Gibson G-101, piano eléctrico em Shaman's Blues e The Soft Parade, órgão Hammond em Wild Child, The Soft Parade e Do It, cravo em Touch Me e The Soft Parade
- Robby Krieger – guitarrista, e vocalista vocals em Runnin' Blue
- John Densmore – bateria

Músicos convidados
- Harvey Brooks – baixo (faixas 1 a 4, 7 e 9)
- Douglass Lubahn – baixista (faixas 5, 6 e 8)
- Paul Harris – arranjos orquestrais (faixas 1, 2, 7, 8 e 10)
- Curtis Amy – saxophone solo em "Touch Me"
- Reinol Andino – conga
- George Bohanan – trombone
- Jimmy Buchanan – rabeca em Runnin' Blue
- Jesse McReynolds – bandolim
- Champ Webb – corne inglês na faixa 8

Pessoal técnico
- Paul A. Rothchild – produção
- Peter Schaumann – ilustrador

### Álbum
| Year | Chart                | Position |
| ---- | -------------------- | -------- |
| 1969 | Billboard Pop Albums | 6        |

### Singles
| Year | Single                                    | Chart                 | Position |
| ---- | ----------------------------------------- | --------------------- | -------- |
| 1968 | "Touch Me" B-side: "Wild Child"           | Billboard Pop Singles | 3        |
| 1969 | "Wishful Sinful" B-side: "Who Scared You" | Billboard Pop Singles | 44       |
| 1969 | "Tell All the People" B-side: "Easy Ride" | Billboard Pop Singles | 57       |
| 1969 | "Runnin' Blue" B-side: "Do It"            | Billboard Pop Singles | 64       |